# Parnassia
Parnassia är ett släkte av benvedsväxter. Parnassia ingår i familjen Celastraceae.

## Bildgalleri

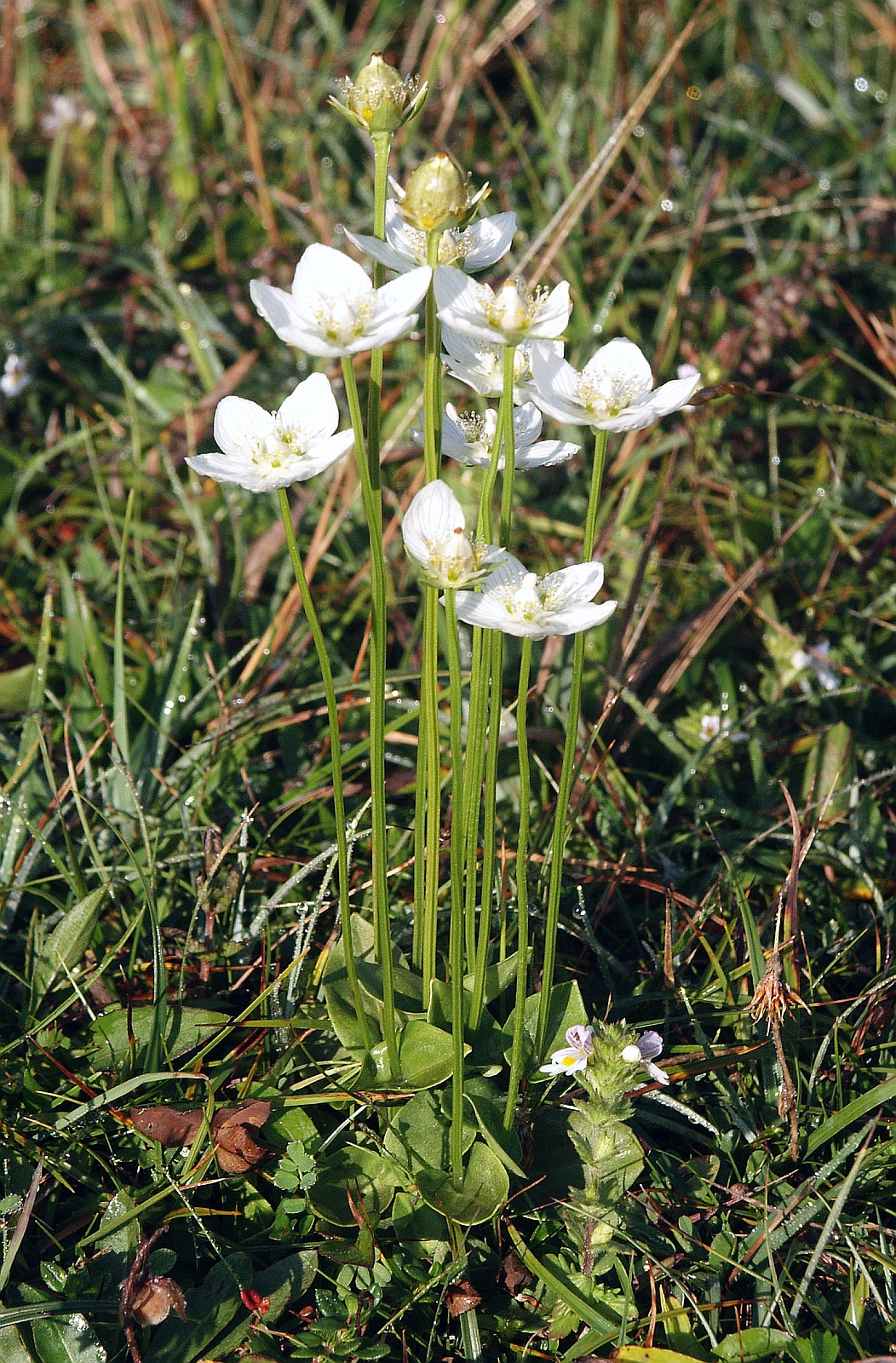
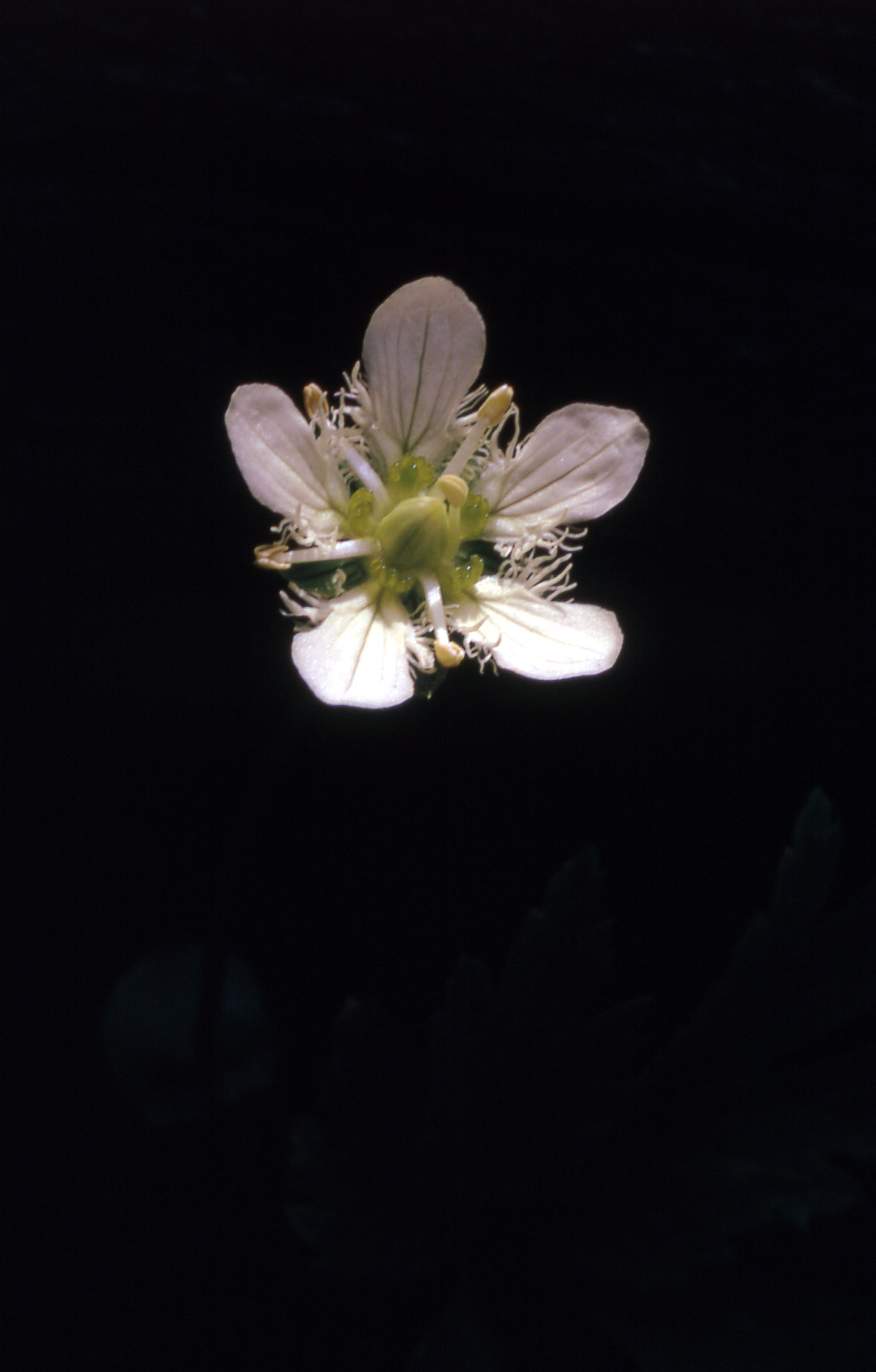
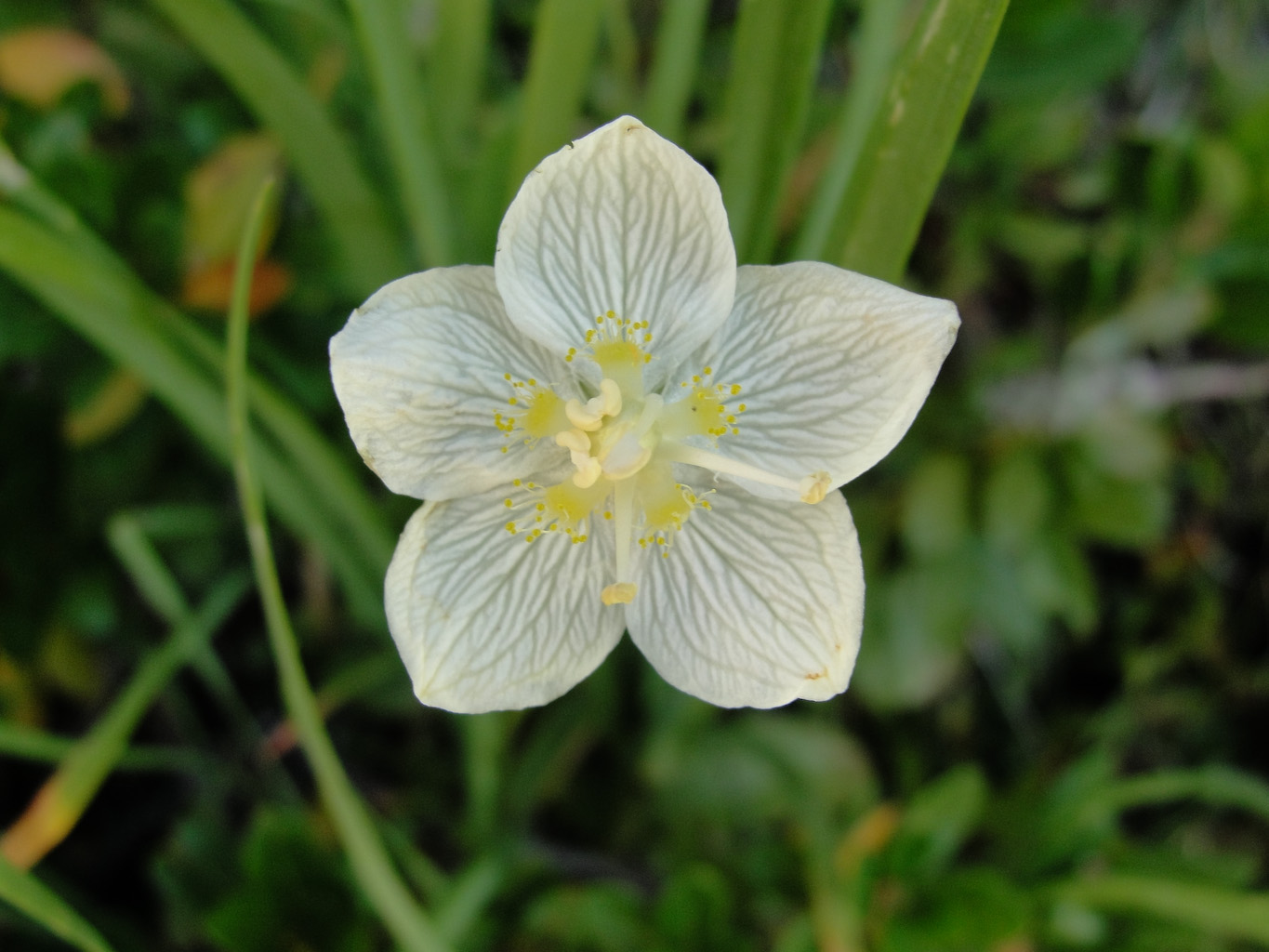
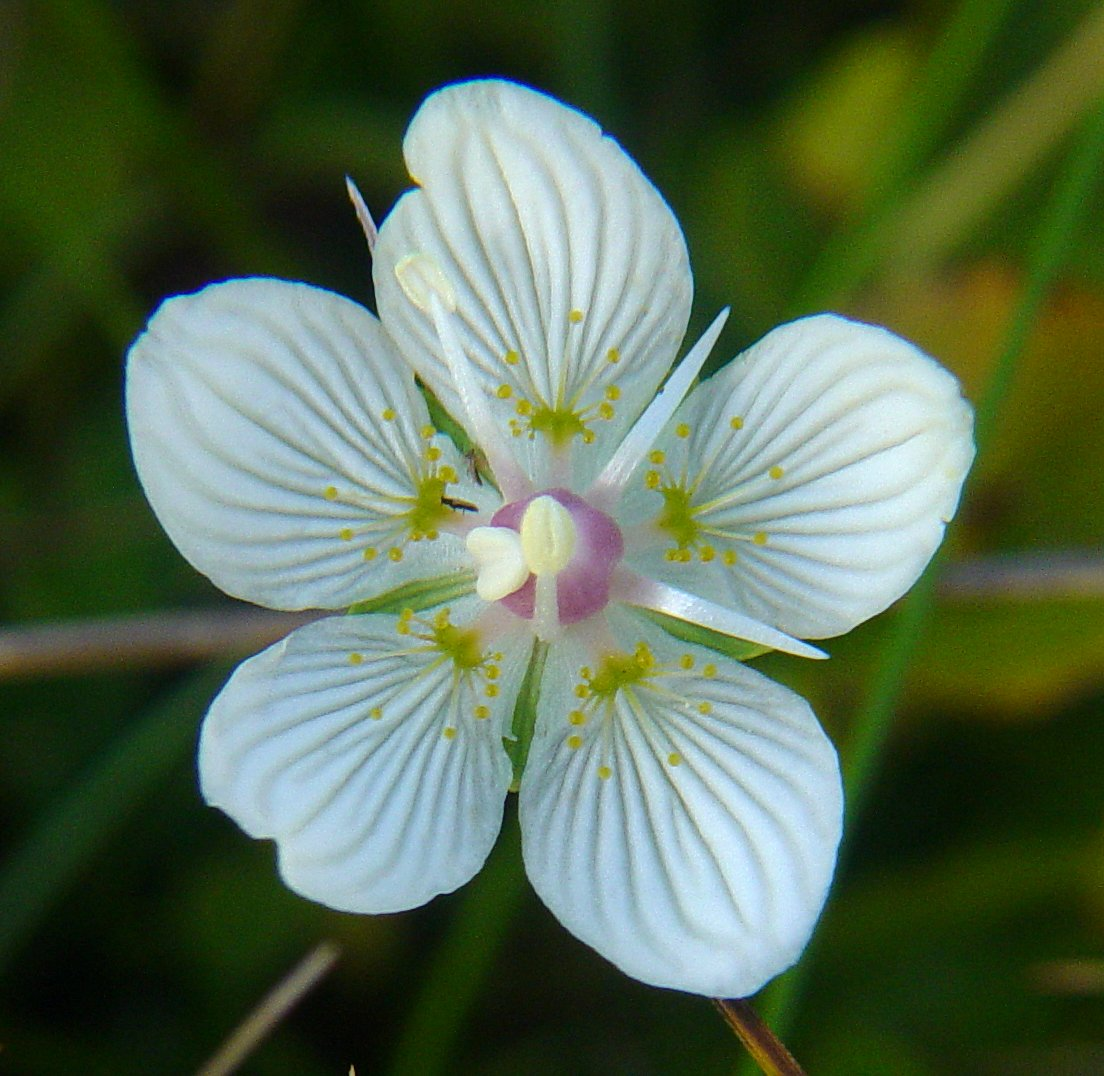

## Dottertaxa tillParnassia, i alfabetisk ordning[1]
- Parnassia alpicola
- Parnassia amoena
- Parnassia angustipetala
- Parnassia asarifolia
- Parnassia bifolia
- Parnassia brevistyla
- Parnassia cabulica
- Parnassia cacuminum
- Parnassia californica
- Parnassia caroliniana
- Parnassia chengkouensis
- Parnassia chinensis
- Parnassia cirrata
- Parnassia cooperi
- Parnassia cordata
- Parnassia crassifolia
- Parnassia davidii
- Parnassia degeensis
- Parnassia delavayi
- Parnassia deqenensis
- Parnassia dilatata
- Parnassia epunctulata
- Parnassia esquirolii
- Parnassia faberi
- Parnassia farreri
- Parnassia filchneri
- Parnassia fimbriata
- Parnassia foliosa
- Parnassia gansuensis
- Parnassia glauca
- Parnassia grandifolia
- Parnassia guilinensis
- Parnassia humilis
- Parnassia kangdingensis
- Parnassia kotzebuei
- Parnassia kumaonica
- Parnassia labiata
- Parnassia lanceolata
- Parnassia laxmannii
- Parnassia leptophylla
- Parnassia lijiangensis
- Parnassia longipetala
- Parnassia longipetaloides
- Parnassia longshengensis
- Parnassia lutea
- Parnassia mexicana
- Parnassia monochoriifolia
- Parnassia mysorensis
- Parnassia noemiae
- Parnassia nubicola
- Parnassia obovata
- Parnassia omeiensis
- Parnassia oreophila
- Parnassia palustris
- Parnassia perciliata
- Parnassia petitmenginii
- Parnassia procul
- Parnassia pusilla
- Parnassia qinghaiensis
- Parnassia rhombipetala
- Parnassia scaposa
- Parnassia siamensis
- Parnassia simaoensis
- Parnassia submysorensis
- Parnassia subscaposa
- Parnassia tenella
- Parnassia tibetana
- Parnassia townsendii
- Parnassia trinervis
- Parnassia vanensis
- Parnassia venusta
- Parnassia wightiana
- Parnassia viridiflora
- Parnassia xinganensis
- Parnassia yanyuanensis
- Parnassia yiliangensis
- Parnassia yui
- Parnassia yulongshanensis
- Parnassia yunnanensis